# Rorippa eustylis
Rorippa eustylis là một loài thực vật có hoa trong họ Cải. Loài này được (F. Mull.) L.A. Johnst. miêu tả khoa học đầu tiên năm 1962.